# Laeops parviceps
Laeops parviceps és un peix teleosti de la família dels bòtids i de l'ordre dels pleuronectiformes.

## Morfologia
Pot arribar als 14 cm de llargària total.

## Distribució geogràfica
Es troba des de les costes de Taiwan fins a les del nord-oest d'Austràlia i Papua Nova Guinea.